# Iraq Survey Group
Iraq Survey Group (ISG), var en multinational undersøgelsesgruppe på 1.400 mand, organiseret af CIA og Pentagon og sendt til Irak efter invasionen i 2003. Den skulle finde beviser på at Irak havde lagre af masseødelæggelsesvåben, eller programmer, forskning eller infrastruktur til fremstilling af masseødelæggelsesvåben. Gruppens endelige rapport kaldes Duelfer Rapporten, efter undersøgelsesgruppens leder Charles Duelfer.

## Duelfer Rapporten
30. september 2004 offentliggjorde ISG Duelfer Rapporten Arkiveret 8. maj 2007 hos  Wayback Machine, den endelige rapport om Iraks masseødelæggelsesprogram. Blandt de vigtigste konklusioner var:
- Saddam Hussein dominerede regimets strategiske beslutningsprocesser totalt.
- Saddams primære mål fra 1991 til 2003 var at få hævet FN-sanktionerne mod Irak, og samtidig bevare regimets sikkerhed.
- Introduktionen af Olie-for-mad programmet i 1996 var et vendepunkt for regimet.
- I 2000-2001 havde Saddam formået at neutralisere mange af sanktionernes effekter og underminere den internationale støtte til dem.
- Iran var den primære motivation for Saddams ønske om at genopbygge Iraks masseødelæggelsesvåbenprogram.
- Det blev bedømt at begivenhederne i 1980'erne og de tidlige 1990'ere formede Saddams tro på masseødelæggelsesvåbens værdi.
- Saddam afsluttede sit atomvåbenprogram i 1991. ISG fandt ingen beviser på forsøg på at genoptage programmet, og Iraks mulighed for at genoptage et atomvåbenprogram forvitrede efter 1991.

I marts 2005 tilføjede Duelfer et afsnit til rapporten, der blandt andet konkluderede:
- Udsmugling af masseødelæggelsesvåben før krigen: ISG bedømte at det var usandsynligt at der blev overført masseødelæggelsesvåben til Syrien før krigen, selvom gruppen ikke kunne udelukke at dette kan være sket.
- Eksistensen af lagre af kemiske våben fra før Golfkrigen i 1991: ISG konkluderede at eksisterende rester af kemisk ammunition i Irak ikke udgør en signifikant militær trussel. ISG fandt ingen beviser for at Irak ikke ødelagde sine lagre af kemiske våben efter golfkrigen.
- Stadigt eksisterende udstyr og materialer: ISG konkluderede at Iraks resterende kemiske og fysiske infrastruktur ikke udgør en fare.

I interviews i medierne før tilføjelsen blev offentliggjort, gik nogle embedsmænd videre i spørgsmålet om den mulige udsmugling af masseødelæggelsesvåben til Syrien, og sagde at de ingen information havde set, der indikerede at masseødelæggelsesvåben eller betydelige mængder komponenter til sådanne var blevet overført fra Irak til Syrien, eller andre lande.